# Spilogona sjostedti
Spilogona sjostedti este o specie de muște din genul Spilogona, familia Muscidae. A fost descrisă pentru prima dată de Ringdahl în anul 1926. Conform Catalogue of Life specia Spilogona sjostedti nu are subspecii cunoscute.